# Mercedes Martinez
Jazmín Benítez, meglio conosciuta con il ring name Mercedes Martínez (Waterbury, 17 novembre 1980), è una wrestler statunitense.

## Carriera

### Gli inizi (2000–2005)
Mercedes Martinez ha iniziato ad allenarsi sotto Jason Knight nell'Ottobre 2000. Ha sconfitto Trinity Campbell nel suo primo match il 12 novembre 2000. Nel 2001 ha ottenuto esposizione sotto il promoter Sheldon Goldberg. Goldberg successivamente ha formato una divisione femminile nella New England Championship Wrestling attorno al personaggio di Mercedes, incluso portare talenti esterni come Sumie Sakai della Yoshimoto Ladies Pro. Il duo si è scambiato il North American Women's Championship.
Tra il 2003 e il 2004 Mercedes ha lottato in diverse promotions del New England come la Connecticut Championship Wrestling, Combat Zone Wrestling e la IWA Mid-South di Ian Rotten. Nella IWA Mercedes è stata portata per fronteggiare la star della divisione femminile Mickie Knuckles.

### Shimmer Women Athletes (2005–2010)
Il 6 novembre 2005 Mercedes Martinez ha lottato nell'evento inaugurale della Shimmer Women Athletes diretta da Dave Prazak. Mercedes Martinez ha lottato con Sara Del Rey nel Volume 1 in un match che è finito per time limit a 20 minuti esatti, ed entrambe hanno ricevuto una standing ovation dopo il loro match. Nel Volume successivo entrambe hanno preso parte al Main Event dove hanno lottato in un Fatal 4 Way ad eliminazione: il match è stato vinto da Sara Del Rey. Tornata nel Volume 5, si è confrontata con Sara Del Rey nel Main Event in un No Time Limit Match. A trionfare tuttavia è stata Sara che è riuscita a ribaltare una sottomissione di Mercedes in uno schienamento. Nel Volume 6 queste due hanno fatto coppia contro le Minnesota Home Wrecking Crew e Mercedes è stata schienata dopo un Implant DDT di Lacey. Nel Volume 7 tuttavia ha ottenuto la sua prima vittoria in singolo sconfiggendo la debuttante LuFisto con il suo Fisherman Buster. Più tardi, dopo il match tra Sara Del Rey e Nattie Neidhart Mercedes ha sfidato Sara ad un altro match nel Volume 8. Nel Main Event del Volume 8, dopo ben 4 Saito Suplex, Mercedes Martinez ha schienato Sara Del Rey mettendo fine alla sua Winning Streak e diventando la prima donna a mai schienare Sara in SHIMMER.
A causa di un infortunio Mercedes è stata lontana dalla SHIMMER per più di un anno, saltando anche il torneo per decretare la prima SHIMMER Champion. È tornata nel Volume 17 dove ha ottenuto una vittoria contro la debuttante Wesna Busic. Nel Volume 18 ha sconfitto poi Cindy Rogers mentre nel Main Event MsChif ha sconfitto Sara Del Rey vincendo il titolo e diventando la seconda donna a schienare Sara Del Rey. Nel Volume 19 ha sconfitto Cheerleader Melissa ottenendo una title shot al titolo di MsChif che ha sfruttato nel Volume 20, ma non è riuscita a portarsi a casa la vittoria e di conseguenza il titolo. Pronta a ripartire da zero Mercedes ha preso parte ad un Fatal 4 Way nel Volume 21 con Ariel, Cheerleader Melissa e Amazing Kong per una title shot al titolo di MsChif. Mercedes aveva la vittoria in pugno ma Amazing Kong ha fatto in modo che non succedesse, piantando così i semi per un loro futuro match. Nel Volume 22 Mercedes ha sconfitto Amber O'Neal.
Il 2 maggio 2009 ha preso luogo la sfida tra Amazing Kong e Mercedes Martinez: è stata Amazing Kong a portarsi a casa la vittoria con un Amazing Bomb. Nel Volume 25 ha perso un match amichevole con Serena Deeb, con la quale ha poi fatto coppia nel Volume 26 perdendo contro il team di Sara Del Rey e Amazing Kong. Nel Volume 27 ha sfidato la debuttante Ayako Hamada ma ha perso dopo il suo Hama-Chan Cutter. Mercedes si è però rifatta nel Volume 28 dove ha sconfitto Cat Power dando inizio ad una winning streak.
Nel Volume 29, infatti, Mercedes Martinez ha sconfitto Jamilia Craft nel suo debutto in SHIMMER. Nel Volume successivo ha sconfitto Kellie Skater. Nel Volume 31 ha sconfitto la giapponese Tomoka Nakagawa e ha ripetuto la stessa azione nel Volume 32 quando ha sconfitto l'altra giapponese Hiroyo Matsumoto. Dopo aver saltato il Volume 33 e 34 ha fatto il suo ritorno l'11 settembre 2010, sconfiggendo Misaki Ohata con il suo Fisherman Buster.

### Women Superstar Uncensored (2007–2010)
Mercededes Martinez ha debuttato in WSU il 22 settembre 2007 aiutando Angel Orsini a sconfiggere Amy Lee e confessando inoltre di aver anche attaccato precedentemente Luna Vachon. L'8 marzo 2008 ha perso in coppia con Angel Orsini contro il team di Awesome Kong e "Pryme Time" Amy Lee. Ha poi preso parte al King and Queen of the Ring 2008 arrivando in finale dove ha perso contro il team di Nikki Roxx e Rhett Titus. Il giorno dopo, tuttavia, ha sconfitto rispettivamente Jana, Becky Bayless e Angel Orsini vincendo il Women's J-Cup Tournment 2008 e aggiudicandosi una title shot al WSU Championship. Il 21 giugno ha incassato la title shot contro Angel Orsini in un Falls Count Anywhere dove è stata sconfitta dalla Orsini che aveva finto un infortunio. Ha poi lottato nuovamente con Angel per il titolo 10 ottobre arrivando però ad un pareggio a causa del time limit fissato a 20 minuti. Il 29 novembre ha però sconfitto Portia Perez in un numero 1 Contenders Match ottenendo così una nuova title shot. Il 10 gennaio 2009 ha perso in uno Steel Cage contro Angel Orsini a causa di un'interferenza di Rain. Fortunatamente le è stata concessa un'ennesima shot incassata l'8 marzo in un Texas Bullrope Match arbitrato da Alicia. A vincere questa volta è stata Mercedes che ha messo fine al regno di terrore di Angel Orsini.
Il 6 giugno Mercedes ha mantenuto il titolo in un 70-Minutes Ironwoman Match vinto 1-0. Per la stipulazione del match Angel Orsini non avrebbe mai più avuto una title shot al titolo fino a quando Mercedes sarebbe rimasta campionessa. Il 14 agosto Mercedes ha preso parte ad uno Special Challange Tag Team Match che ha visto lei, la WSU Champion, fare coppia con le WSU Tag Team Champions Alicia e Brooke Carter, contro Angel Orsini, Jessicka Havoc e Haley Hatred. Il match è stato vinto dalle Heel con un Kiss of Death di Angel su Brooke Carter. Il 14 giugno Mercedes e Nikki Roxx si sono scontrate in un match finito in parità e la settimana successiva c'è stato un rematch con Mercedes che ha ottenuto finalmente la vittoria. Più tardi quella sera le due hanno fatto coppia contro Angel Orsini e Rain, perdendo. Nel dopomatch Angel Orsini ha turnato su Rain alleandosi con Mercedes e Nikki Roxx ha turnato su Mercedes alleandosi con Rain. Il 3 ottobre 2009 ha sconfitto Portia Perez mantenendo il titolo e subito dopo è stata attaccata da Jessicka Havoc e Haley Hatred, portando ad un Tag Team Title Match più tardi quella sera dove Jessicka Havoc e Haley Hatred hanno mantenuto il titolo contro Anger Orsini e Mercedes Martinez grazie ad un No Contest. Tuttavia nel loro rematch, che ha avuto luogo il 7 novembre Mercedes e Angel sono diventate campionesse di coppia mettendo fine al loro regno
Il loro rematch ha avuto luogo il 6 marzo 2010: Mercedes ha sconfitto Rain in un Uncensored Rules Match. Il 17 aprile 2010 Mercedes e Angel hanno perso i titoli di coppia contro Cindy Rogers e Jana grazie ad un intervento di Brittney Savage. Grazie alla vittoria del Women's J-Cup Tournment del 2010 Alicia si è aggiudicata la title shot al titolo di Mercedes che è stata incassata allo show Uncensored Rumbe 3 dove Alicia è stata sconfitta dopo ben 3 Fisherman Buster.

### WWE (2017–2018)
Mercedes Martinez fa la sua primissima apparizione nello show di NXT durante l'episodio del 25 ottobre 2017, prendendo parte ad una Battle royal match per guadagnare l'accesso al Fatal 4-Way match con in palio il vacante NXT Women's Championship a NXT TakeOver: WarGames, dove è stata eliminata da Nikki Cross, poi vincitrice. Nella puntata di NXT del 15 novembre, Mercedes è stata sconfitta da Ember Moon. La Martinez fa il ruo ritorno ad NXT nella puntata del 31 ottobre 2018, dove viene sconfitta da Nikki Cross.

### Ritorno in WWE (2020–2021)

#### NXT(2020–2021)
Nel gennaio 2020, Mercedes Martinez ha firmato un contratto con la WWE, venendo assegnata nel Performance Center e nel roster di NXT. Nella puntata di NXT del 15 gennaio 2020, Mercedes effettua il suo debutto televisivo prendendo parte a una Battle royal match per decretare la prima sfidante all'NXT Women's Championship, venendo eliminata da Shayna Baszler. Il 26 gennaio, alla Royal Rumble, Mercedes Martinez ha preso parte alla terza edizione del Women's Royal Rumble match, eliminata da Mandy Rose e Sonya Deville.
Dopo quattro mesi di assenza, nella puntata di NXT del 17 giugno viene mandato un video promo di Mercedes Martinez. Nella puntata di NXT: The Great American Bash dell'8 luglio, avviene il secondo debutto per Mercedes Martinez, dove ha sconfitto Santana Garrett.
Il 12 ottobre, per effetto del Draft, Retalitation tornò ad NXT riprendendo il suo vecchio ringname Mercedes Martinez. 
Il 6 agosto la Martinez venne rilasciata dalla WWE.

## Vita privata
Mercedes Martinez ha origini portoricane. Al liceo giocava sia a basket che a softball. Mercedes ha frequentato il college alla Teikyo Post University dove ha ottenuto una laurea in giustizia criminale.
Il 9 giugno 2008 Mercedes ha lanciato il suo sito web, thelatinasensation.com.
Sposata e con un figlio, nato nel 2009, nel luglio 2019 ha dichiarato in una intervista concessa a NowThis di essere lesbica.

## Personaggio

### Mosse finali

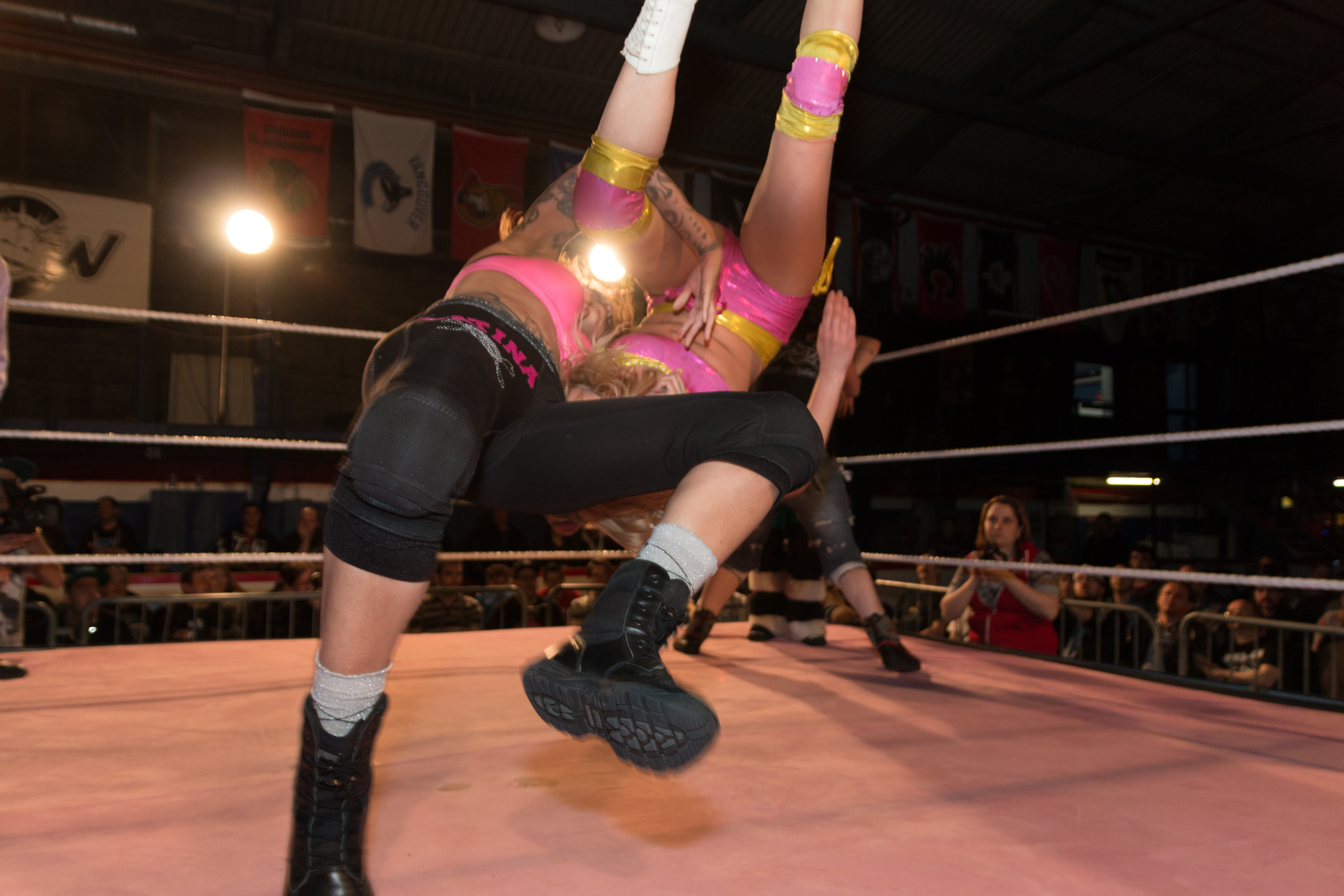
Mercedes Martínez mentre esegue la Bull Run su Leah von Dutch

- Bull Run (Fisherman brainbuster)

## Titoli e riconoscimenti
- Alternative Wrestling Show
  - AWS Heavyweight Championship (1)[14]
- Bellatrix Female Warriors
  - Bellatrix World Championship (1)
- Defiant Pro Wrestling
  - DPW Women's Championship (1)[15]
- Green Mountain Wrestling
  - GMW Women's Championship (2 volte)[16]
- Impact Wrestling

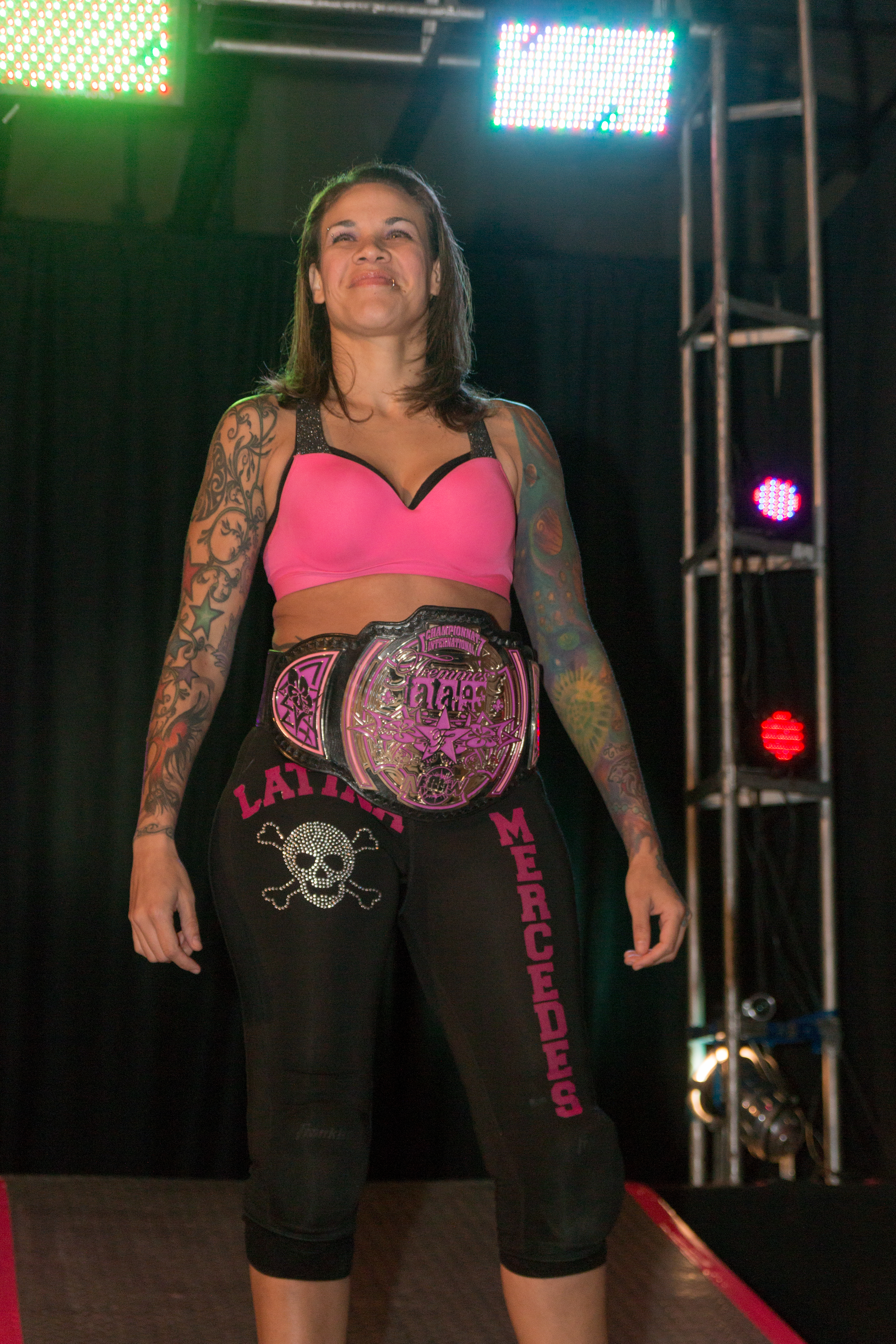
Mercedes Martínez con il Femmes Fatales Championship, titolo che ha detenuto tre volte

  - Knockouts Knockdown Tournament (2021)
- Independent Wrestling Association Mid-South
  - IWA Mid-South Women's Championship (1)[17]
- IndyGurlz Championship Wrestling
  - IndyGurlz Australia Championship (1)[18]
  - IndyGurlz Championship (1)[19]
- National Wrestling Alliance
  - NWA Midwest Women's Championship (1)[16]
- New England Championship Wrestling
  - NECW Yoshimoto Ladies Pro North American Women's Championship (1)[2]
  - NECW World Women's Championship (1)[16]
- New Horizon Pro-Wrestling
  - IndyGurlz Australian Championship (1)[18]
- Femmes Fatales
  - Femmes Fatales Championship (3)[20]
- Pro Wrestling Illustrated
  - 2ª tra le 50 migliori wrestler femminili nella PWI Female 50 in (2011)[21]
- Pennsylvania Premiere Wrestling
  - PPW Women's Championship (1)[22]
- Pro Wrestling Unplugged
  - PWU Unified Women's Championship (1)[23]
- Ring of Honor
  - ROH Women's World Championship (1)
- Rise Wrestling
  - Phoenix of Rise Championship (1)[24]
- Shimmer Women Athletes
  - Shimmer Championship (2)
  - Shimmer Tag Team Championship (1)[25] – con Cheerleader Melissa
- Shine Wrestling
  - Shine Championship (1)
  - Shine Tag Team Championship (1)[26] – con Ivelisse
- Sports Illustrated
  - 10ª tra le 10 migliori wrestler femminili dell'anno (2019)[27]
- Women Superstars Uncensored
  - WSU Championship (3)
  - All Guts, No Glory Championship (1)
  - WSU Tag Team Championship (1) – con Angel Orsini
  - Hall of Fame (2017)
- World Xtreme Wrestling
  - WXW C4 Women's Championship (1)
  - WXW Cruiserweight Championship (1)
  - Hall of fame (2014)[28]